# The Battle of the Ivory Plains (The Dragonland Chronicles Part I)
The Battle of the Ivory Plains (The Dragonland Chronicles Part I) är det svenska power metal-bandet Dragonlands debutalbum. Det gavs ut i april 2001 på det grekiska skivbolaget Black Lotus Records. Skivan distribuerades även av skivbolag i Brasilien, Taiwan, Japan och Ryssland. I december 2014 återutgavs skivan av bandets nuvarande skivbolag AFM Records med nytt omslag och bonusspår.
Albumet utgör den första delen i The Dragonland Chronicles, en fantasysaga skriven av bandet. Spåret "Rondo ala Turca" är en tolkning av den avslutande delen av Pianosonat nr 11 A-dur av Wolfgang Amadeus Mozart.
Vokalisten Jonas Heidgert spelar trummor på detta album liksom på nästkommande, då bandet vid den här tidpunkten inte hade någon fast trummis.

## Låtlista
1. "Dragondawn" – 2:41
2. "Storming Across Heaven" – 4:30
3. "A Last Farewell" – 6:16
4. "Ride for Glory" – 4:15
5. "The Orcish March" – 5:57
6. "The Battle of the Ivory Plains" – 6:16
7. "Graveheart" – 4:48
8. "Rondo ala Turca" – 1:45
9. "A Secret Unveiled" – 5:53
10. "World's End" – 5:26
11. "Dragondusk" – 1:52

Bonusspår på japanska utgåvan
1. "World's End" (demo) – 6:00
2. "Graveheart" (demo) – 4:32
3. "Storming Across Heaven" (demo) – 6:00

Bonusspår på nyutgåvan från 2014
1. "A New Dawn" – 5:58

## Medverkande
Musiker
- Jonas Heidgert – sång, trummor
- Nicklas Magnusson – gitarr
- Olof Mörck – gitarr
- Elias Holmlid – keyboard
- Christer Pedersen – basgitarr

Bidragande musiker
- Ingmarie Juliusson – sång

Produktion
- Andy LaRocque – producent, studiotekniker
- Daniel Kvist – låtskrivande
- Chrille Andersson – omslagskonst, layout, design
- Sarah St. Clair Renard – foto